# Günter Engelstädter
Günter Engelstädter (* 24. Februar 1928), ein ehemaliger deutscher Fußballspieler. Er spielte von 1952 bis 1955 für die Betriebssportgemeinschaft (BSG) Rotation Dresden in der DDR-Oberliga, der höchsten Liga im DDR-Fußball.

## Sportliche Laufbahn
Von der drittklassigen Landesklassenmannschaft BSG Empor Tabak Dresden wechselte Günter Engelstädter im Alter von 24 Jahren zur Saison 1952/53 zum DDR-Oberligisten Rotation Dresden. Er war als Ersatz für den ausgeschiedenen Mittelfeldspieler Heinz Berner vorgesehen und übernahm vom 1. Spieltag an dessen Position als rechter Außenläufer. Mit einigen Unterbrechungen bestritt Engelstädter in seiner ersten Oberligasaison 21 von 32 Oberligaspielen. Nach einer schwierigen Anlaufzeit mit Ausfällen und als Einwechselspieler fand Engelstädter 1953/54 unter dem neuen Trainer Paul Döring von 10. Spieltag an mit der Position als linker Mittelfeldspieler seinen Stammplatz und kam bis zum Saisonende auf 23 Einsätze bei 28 Punktspielen. In der Spielzeit 1954/55 hatte es Engelstädter mit vier verschiedenen Trainern zu tun. Außerdem wechselte die Sektion Fußball mitten in der Saison zum neu gegründeten SC Einheit Dresden. Unter Paul Döring spielte Engelstädter  überhaupt nicht. Erst als Helmut Rentsch und kurz darauf Franz Schopp das Training übernahmen, kam Engelstädter wieder in die Mannschaft, wurde nun aber als Innenverteidiger eingesetzt. Im letzten Saisondrittel wurde Johannes Siegert Trainer beim SC Einheit, der Engelstädter in den verbliebenen zehn Oberligaspielen nur noch viermal aufbot. Dadurch kam dieser in den 26 Punktspielen nur zwölfmal zum Einsatz. Am Saisonende wurde Günter Engelstädter aus disziplinarischen Gründen beim SC Einheit ausgeschlossen.
Engelstädter spielte danach zunächst in der im Herbst 1955 ausgetragenen Übergangsrunde, die zum Übergang in den Kalenderjahr-Spielrhythmus ausgetragen wurde, für die BSG Stahl Freital in der drittklassigen II. DDR-Liga. Zur Saison 1956 kehrte er zur BSG Tabak zurück, mit der er nun in der viertklassigen Bezirksliga spielen musste. Eine Rückkehr in den höherklassigen Fußball gab es nicht mehr.